# Gaëtan de Bourbon-Parme
Ne doit pas être confondu avec Gaëtan de Bourbon-Siciles ou Gaëtan de Bourbon-Siciles (1917-1984).

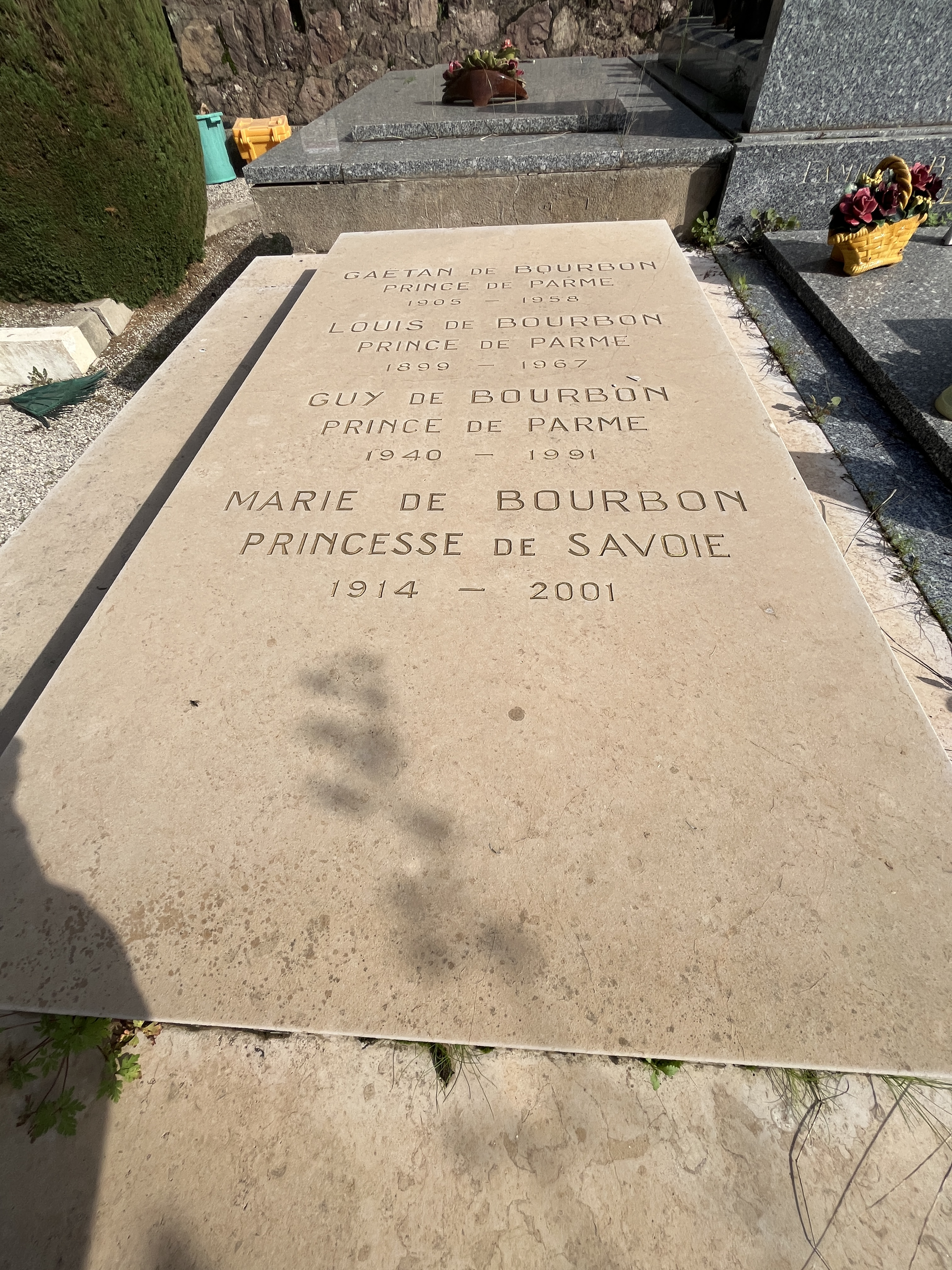
Sépulture de Gaëtan de Bourbon-Parme au cimetière de La Napoule à Mandelieu (06)

Gaëtan (Gaetano) Maria Joseph Pie de Bourbon, qui porte le titre de courtoisie de prince de Parme, né le 11 juin 1905 à la Villa Pianore près de Lucques, mort à Mandelieu le 9 mars 1958, est le fils de Robert Ier (1848-1907), le dernier duc régnant de Parme (1854-1859), et de sa seconde épouse, Antónia de Bragance (1862-1959), fille de l'ancien roi Michel Ier de Portugal.

## Biographie
Il est le benjamin des vingt-quatre enfants de Robert Ier de Parme, qui meurt alors qu'il n'a que deux ans. Il est entre-autres le frère de l'impératrice d'Autriche et reine de Hongrie Zita de Bourbon-Parme et du prince Félix de Luxembourg, l'oncle du tsar Boris III qui est de neuf ans son aîné et de la reine Anne de Roumanie.
Son demi-frère Élie, 27 ans, assume le rôle de chef de famille au nom de son frère aîné Henri, qui est placé ainsi que ses frère et sœurs handicapés sous la responsabilité de leur belle-mère.
En 1911, sa sœur Zita épouse le futur empereur Charles Ier d'Autriche. La première guerre mondiale divise la famille. Tandis que la duchesse douairière vit en Suisse et assure le relais entre ses enfants, Sixte et François-Xavier combattent dans l'armée belge et serviront les démarches pacifiques de leur beau-frère l'empereur d'Autriche alors qu'Élie, René et Félix sont officiers dans l'armée autrichienne. Félix épouse en 1919 la grande-duchesse Charlotte de Luxembourg. 
Trop jeune pour être officier, le prince Gaëtan effectue ses études en France. Il s’enrôle dans les Requetés de Navarre dans l’armée nationaliste en 1936 et il est grièvement blessé devant Bilbao. 
En 1940, il s’enrôle dans l’armée américaine, prend part au débarquement de Normandie et fait la campagne de France.

## Distinctions
- Chevalier de l’ordre du Saint-Esprit en 1931.
- Chevalier d’honneur et dévotion de l’ordre souverain de Malte le 14 décembre 1938.
- Sénateur grand-croix de l’ordre constantinien de Saint-Georges de Parme.
- Dit le prince Gaëtan de Bourbon-Parme.

## Union et postérité
Marié à Paris 8e le 29 avril 1931 avec la princesse Marguerite Marie Thérèse Elisabeth Frédérique Alexandra Louise de Thurn und Taxis (1909-2006), fille du prince Alexandre Charles Lamoral de Thurn und Taxis et de la princesse Marie Suzanne Marguerite Louise de Ligne, dont :
- Diane Marguerite (1932-2020), mariée en 1955 avec le prince François-Joseph de Hohenzollern, épouse en secondes noces, en 1961, Hans Joachim Oehmichen (dont postérité).